# 세계 사회 포럼
세계사회포럼(世界社會Forum, World Social Forum, WSF)은 반세계화, 대안세계화 활동가들이 매년 여는 국제 행사이다. 이 행사에서 각국의 활동가들이 모여 국제적 활동을 어떻게 벌일지, 어떻게 대안을 조직할 것인지를 의논하고 국제적인 행동의 방향을 결정한다. 포럼은 주로 세계화 추진회의인 세계경제포럼이 열리는 매년 초에 열린다. 이러한 날짜 선정은 의도적인 것으로, 다보스의 세계경제포럼에 대한 항의운동을 더 잘 조직하고, 세계경제포럼에 집중되는 언론보도를 분산시키려는 목적을 위한 것이다.

## 역사
최초의 세계사회포럼은 포르투알레그리에서 2001년 1월 25일 ~ 1월 30일에 열렸다. 대안세계화 운동을 주도하고 있는 수많은 단체들이 포럼 조직에 참가하였으며, 대표적으로는 프랑스의 시민사회운동 단체인 국제금융관세연대(Association pour la taxation des transactions financières pour l'aide aux citoyens, 일명 ATTAC(아탁))이 있다. 또한 브라질 노동자당(Partido dos Trabalhadores, 일명 PT, 현 집권당)이 이끄는 포르투알레그리 당국으로부터도 일부 지원을 받았다. 이 곳에서는 만 2천명여의 사람들이 모여, 전통적인 대의 민주주의와 새롭고 활력 넘치는 참여 민주주의가 결합된 양상을 보여주었다.
두 번째 세계사회포럼도 포르투알레그리에서 개최되었다.(2002년 1월 31일 ~ 2월 5일) 여기에는 세계 123개국에서 만 2천여명의 대표단이 왔으며, 6만 명 가량이 참가했다. 총 652개의 강연회, 27개의 토론회가 열렸다.
이후에도 2003년 1월 포르투알레그리, 2004년 1월 뭄바이, 2005년 1월 포르투알레그리에서 15만 명 가량의 참가자가 세계의 대안에 대한 활발한 토론을 벌였다.
한편, 여섯 번째 세계사회포럼에서는 '다중심적'으로 개최되었다. 개최지는 베네수엘라의 카라카스, 말리의 바마코, 파키스탄의 카라치였다. 파키스탄에서는 지진 발생의 여파로 3월에 개최되었고, 나머지 지역에서는 1월에 개최되었다.
일곱 번째 세계사회포럼은 다시 한 군데에서 열렸다. 개최지는 케냐의 나이로비로, 110개 국에서 1400여개의 단체가 참가하였다. 당시 포럼이 NGO들의 행사로 변질되었다는 일부의 지적이 있었다. 보관됨 2011-05-11 - 웨이백 머신
2008년의 여덟 번째 세계사회포럼은 특정 공간이 아니라 여러 곳의 자율적인 지역조직들의 주도로 열렸다. 1월 26일 근처에 일제히 열린 이 행사는 행동을 위한 전지구적 선언(Global Call for Action)이라고 불리기도 한다.
아홉 번째 세계사회포럼은 2009년 1월에 아마존 우림에 있는 브라질의 벨렝에서 열릴 예정이다.
열한 번 째 세계사회포럼은 2011년 2월 6일~ 11일까지 세네갈 다카르에서 '시스템과 문명의 위기'를 주제로 열린다.
2012년 세계사회포럼은 브라질 히우그란지두술주 주도 포르투알레그리에서 2012년 1월 24일 ~ 1월 29일에 열렸다.

## 같이 보기
- 세계경제포럼(World Economic Forum)
- 유럽사회포럼(European Social Forum)
- 미국사회포럼(US Social Forum)
- 대안세계화

### 이전 포럼
- 세계사회포럼 2003
- 인도 세계사회포럼 2004
- 세계사회포럼 2006